# Skrull
Les Skrulls (The Skrulls en VO) sont une race extraterrestre de fiction évoluant dans l'univers Marvel de la maison d'édition Marvel Comics. Créée par le scénariste Stan Lee et le dessinateur Jack Kirby, cette race apparaît pour la première fois dans le comic book Fantastic Four (vol. 1) #2 en janvier 1962.
Les Skrulls sont connus pour leur pouvoirs de métamorphes et pour leur guerre sans fin contre la race kree dans le cadre du conflit dit « guerre Kree-Skrull », une guerre interstellaire entre l'empire kree et l'empire skrull voisin, qui implique l'équipe des super-héros humains les Vengeurs alors que les Kree et les Skrulls s'affrontent pour le contrôle de la Terre. La guerre se termine à la suite des machinations de l'Intelligence suprême (en) kree et du terrien Rick Jones, bien que des escarmouches entre les deux empires se soient poursuivies par la suite.
Stan Lee et Jack Kirby ont aussi créé le Super-Skrull, un Skrull possédant les pouvoirs des Quatre Fantastiques et capable de les combiner.
Les Skrulls apparaissent en 2019 dans le film Captain Marvel. Dans ce film, un des Skrulls nommé Talos est incarné par l'acteur Ben Mendelsohn.

## Physiologie
Les Skrulls sont des humanoïdes reptiliens à peau verte, au large menton et aux oreilles pointues. Ils sont principalement connus pour leur faculté de changer de forme, qu'elle soit organique ou non (comme une lampe). Ce sont donc des experts en infiltration et en espionnage. Au combat, ils peuvent transformer leurs membres en masse ou en lame, ce qui peut les rendre dangereux.
Ils possèdent une technologie très avancée, qui a permis à certains d'entre eux d'être entraînés et altérés pour devenir des super-soldats. Le premier et le plus célèbre de leur combattant d'élite utilisant les pouvoirs combinés des Quatre Fantastiques se nomme Kr'lt, plus connu sous le nom de Super-Skrull.
Avant l'Invasion Secrète, les Skrulls ont fait de grands progrès sur la dissimulation à la télépathie, au conditionnement mental, à la détection mystique ou génétique, de sorte qu'il était impossible de les différencier de leurs cibles originales.

## Biographie fictionnelle

### Origines
Les ancêtres de la race Skrull sont originaires de la galaxie M31 (plus connue sous le nom de Galaxie d’Andromède) dans le système de Drox, sur la planète Skrullos.
Il y a des millions d'années dans la continuité principale de l'univers Marvel, les entités cosmiques connues sous le nom de « Célestes » effectuèrent des expériences génétiques sur les ancêtres reptiliens des Skrulls, ce qui donna trois branches : les Latents (Prime), les Déviants et les Éternels.
Finalement, les trois branches se firent la guerre et la branche déviante — en raison de sa capacité innée à se métamorphoser — triompha et élimina tous les membres des deux autres races jusqu'à ce qu'il n'en reste que deux : l'Éternel Kly'bn et le Latent de la race originelle skrull non déviante. Kly'bn demanda alors aux déviants d'épargner sa vie, car le tuer effacerait une partie de leur patrimoine. Sl'gur't, la cheffe des déviants, finit par tomber amoureux de Kly'bn, les deux devenant finalement les dieux du panthéon skrull.
Le dernier Skrull original non déviant prit le nom de « Prime Skrull » et s'échappa sur Terre au XXe siècle, devenant plus tard un membre de la Légion souterraine (Underground Legion).
À partir de ce moment, la race skrull commença à étendre son territoire. La branche déviante s'est ensuite scindée en deux groupes : les Skrull modernes et une anomalie, appelée les Spectres noirs (en) (« Dire Wraiths »).
Les Skrulls, originaires de la planète Skrullos, étaient à l'origine une civilisation mercantile, principalement intéressée par le libre-échange et désireux de partager leur technologie avec toutes les races qu’ils jugeaient dignes. Quand ils rencontraient une nouvelle race, ils se transformaient simplement pour ressembler à cette race. L'empire skrull qui résulta de ces contacts, resta basé sur le libre-échange et la coopération mutuelle.
Les Skrulls obéissent à leur reine S'byll. Ils sont entrés plusieurs fois en conflit avec les Kree.

### Secret Invasion
En 2009, après les deux crossovers House of M et Civil War, sort l’épisode Secret Invasion (publié en février 2009 en France) qui relate l'invasion de la Terre par les Skrulls.
Ceux-ci, ayant trouvé le moyen de devenir indétectables par les humains, ont remplacé plusieurs super-héros et super-vilains, et ce depuis plusieurs années (comme Elektra, récemment révélée comme étant une Skrull infiltrée ou Flèche Noire, le roi des Inhumains).

## Individus notables
- Paibok (première apparition dans Fantastic Four #358 en novembre 1991), un guerrier devenu le Super-Skrull.
- Talos (première apparition dans le film Captain Marvel en 2019)[5], un espion et général skrull.

## Apparition dans d'autres médias

### Films
Animation
- Ultimate Avengers
- Ultimate Avengers 2
- Planète Hulk

Live-action
- Captain Marvel
- Spider-Man: Far From Home
- The Marvels

### Séries
Animation
- Avengers : L'Équipe des super-héros

Live-action
- WandaVision
- Secret Invasion